# Hubert Cuypers
Pour les articles homonymes, voir Cuypers.
Hubert Cuypers, né le 26 décembre 1873 à Baexem (Pays-Bas) et mort le 22 février 1960 à Amsterdam, est un organiste, chef de chœur et compositeur néerlandais.